# دان بوبيش
دانيال إيمرسون بوبيش (بالإنجليزية: Daniel Emerson Bobish؛ مواليد 26 يناير 1970) هو مُقاتل فنون قتالية مختلطة مُعتزل.

## وصلات خارجية
- دان بوبيش على موقع يو إف سي (الإنجليزية)
- دان بوبيش على موقع شيردوغ (الإنجليزية)
- دان بوبيش على موقع قاعدة بيانات المصارعة على الإنترنت (الإنجليزية)
- دان بوبيش على موقع IMDb (الإنجليزية)